# Lithi chromat
Lithi cromat là một hợp chất vô cơ, là muối của kim loại lithi và axit cromic có công thức hóa học Li2CrO4, tinh thể màu vàng, hòa tan trong nước, tạo thành tinh thể ngậm nước.

## Điều chế
Sự hòa tan axit cromic trong lithi hydroxide sẽ tạo ra hydrat:
{\displaystyle {\mathsf {H_{2}CrO_{4}+2LiOH\ \xrightarrow {} \ Li_{2}CrO_{4}+2H_{2}O}}}

## Tính chất vật lý
Lithi cromat tạo thành các tinh thể màu vàng.
Nó dễ tan trong nước, tạo ra dung dịch màu vàng với sự thủy phân của anion.
Nó tạo thành đihydrat Li2CrO4·2H2O.

## Tính chất hóa học
Khi kết hợp với lithi oxit, crom(VI) bị khử tạo thành lithi hypocromat:
{\displaystyle {\mathsf {2Li_{2}CrO_{4}+Li_{2}O\ \xrightarrow {700-800^{o}C} \ 2Li_{3}CrO_{4}+O_{2}}}}

## Ứng dụng
Lithi cromat được sử dụng để:
- Dùng làm chất ức chế ăn mòn;
- Sản xuất pin công nghiệp.[1]